# Hicham Haouat
Hicham Haouat (Ede, 24 maart 1999) is een Nederlandse-Marokkaans voetballer, die bij voorkeur als linksbuiten uitkomt. 

## Clubcarrière
Haouat begon met voetballen bij VV Blauw Geel '55. Via DTS Ede verkaste de aanvaller vervolgens naar VV Bennekom en speelde vanaf 2015 in de jeugdopleiding van N.E.C.. Op 24 maart 2019 debuteerde hij in de Eerste divisie tegen Sparta Rotterdam, na 88 minuten kwam hij in het veld voor Mike Trésor Ndayishimiye. 
In 2020 liep zijn contract af en ging hij naar GVVV dat uitkomt in de Tweede divisie. In 2022 ging hij naar VV DOVO.

## Clubstatistieken
| Seizoen                            | Club            | Competitie      | Competitie | Competitie | Beker | Beker | Internationaal | Internationaal | Overig | Overig | Totaal | Totaal |
| Seizoen                            | Club            | Competitie      | Wed.       | Dlp.       | Wed.  | Dlp.  | Wed.           | Dlp.           | Wed.   | Dlp.   | Wed.   | Dlp.   |
| ---------------------------------- | --------------- | --------------- | ---------- | ---------- | ----- | ----- | -------------- | -------------- | ------ | ------ | ------ | ------ |
| 2018/19                            | N.E.C.          | Eerste Divisie  | 2          | 0          | 0     | 0     | —              | —              | 0      | 0      | 2      | 0      |
| Carrière totaal                    | Carrière totaal | Carrière totaal | 2          | 0          | 0     | 0     | 0              | 0              | 0      | 0      | 2      | 0      |
| Bijgewerkt tot en met 2 april 2019 |                 |                 |            |            |       |       |                |                |        |        |        |        |